# Minniza exorbitans
Espèce
Minniza exorbitans est une espèce de pseudoscorpions de la famille des Olpiidae.

## Distribution
Cette espèce est endémique du Tchad. Elle se rencontre vers Faya-Largeau.

## Description
Les mâles mesurent de 3 à 3,5 mm et les femelles de 3,5 à 4 mm.

## Publication originale
- Beier, 1965 : Pseudoskorpione aus dem Tschad-Gebiet. Annalen des Naturhistorischen Museums in Wien, vol. 68, p. 365-374 (texte intégral).